# Surubim
Surubim este un oraș în Pernambuco (PE), Brazilia.